# Pedro Casariego Hernández-Vaquero
Pedro Casariego Hernández-Vaquero (Oviedo, 1927-Madrid, 8 de septiembre de 2002) fue un arquitecto y pintor español.

## Biografía

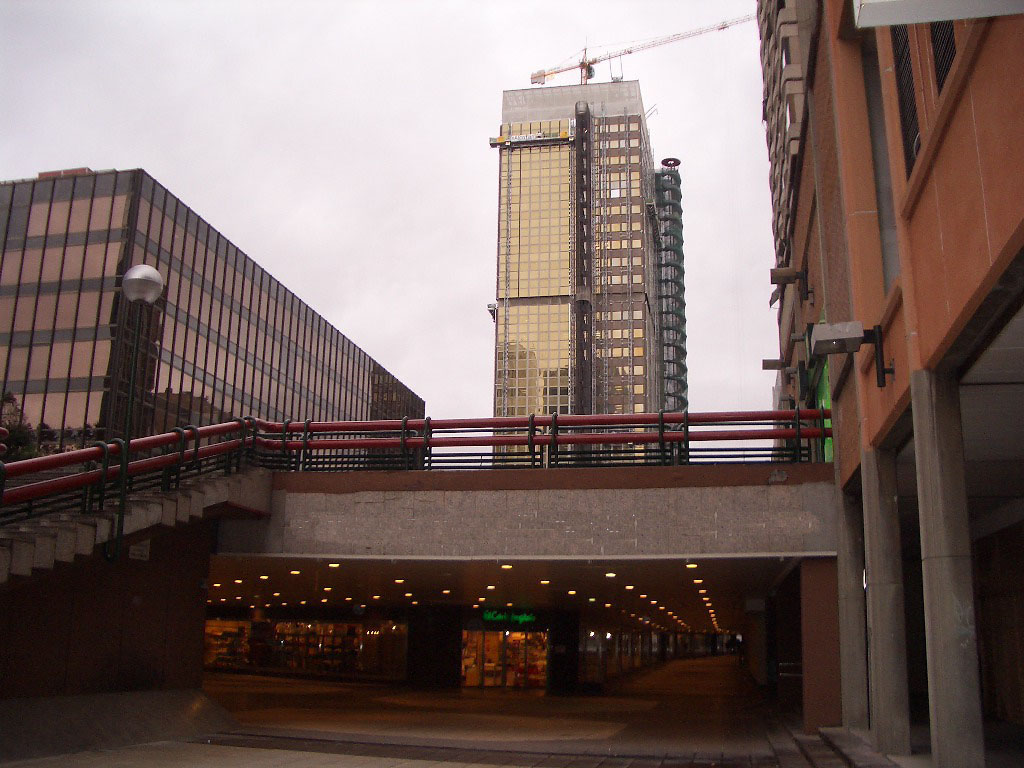
Vista de la Torre Windsor antes de su incendio.

Ya desde su tierna infancia ovetense el joven Pedro destaca por su capacidad y habilidad de pintar, en su adolescencia realiza una exposición en la galería Santu de Oviedo. En 1946 viaja a Madrid para cursar estudios de Arquitectura en la Escuela Técnica Superior de Arquitectura. Desde entonces su labor como arquitecto se perfila como primordial.
Su labor se centra en la ciudad de Madrid, alguna muestra se puede encontrar en Oviedo como es el caso del Mercado de Fontán, o la rehabilitación del Teatro Campoamor. Es a partir del año 1973 cuando retoma su vocación de pintura y muestra sus cualidades. 

## Familia
Pertenecía a una familia de arquitectos. Era hijo de Francisco Casariego Terrero (Oviedo, 1890-1958), con el que compartía profesión, y hermano de Francisco Casariego Hernández-Vaquero. Fue padre de los escritores Pedro Casariego, Martín Casariego y Nicolás Casariego, y abuelo de la actriz Manuela Vellés.

## Obras

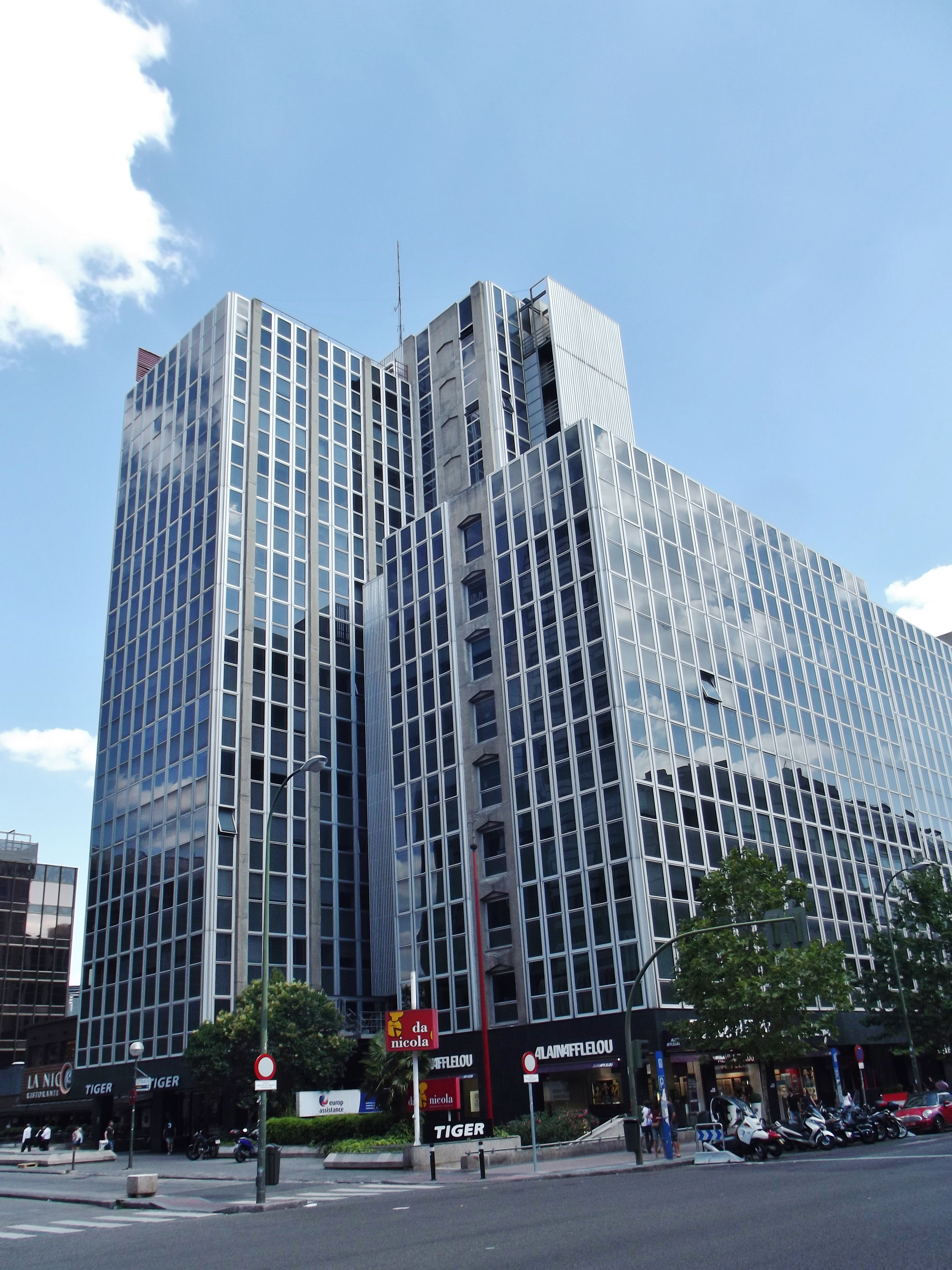
Edificio Trieste en la calle de Orense.

Colaboró en su vida profesional con Genaro Alas Rodríguez. Las obras arquitectónicas de Pedro Casariego Hernández-Vaquero se concentran en Madrid, algunas de ellas forman parte del panorama urbano de Madrid: 
- La sede social de Assicurazioni Generali, ubicada en el paseo de la Castellana (1958).
- La desaparecida fábrica de café soluble Monkey, ubicada en la Avenida de América (1960)
- El Edificio Centro, sito en la calle Orense (1965)
- Los dos edificios denominados Trieste I y Trieste II, ubicados también en la madrileña calle Orense (1969 y 1972 respectivamente).
- La Torre Windsor (1974), ubicada en el complejo urbanístico Azca y consumida en un incendio ocurrido en el año 2005.
- El Colegio Mayor Elías Ahúja, en la Ciudad Universitaria (Madrid, 1968),
- Su domicilio particular en Aravaca (Madrid, 1967).